# Banyutowo (Dukuhseti)
Banyutowo is een bestuurslaag in het regentschap Pati van de provincie Midden-Java, Indonesië. Banyutowo telt 2813 inwoners (volkstelling 2010).